# Comenius (trein)
De Comenius is een internationale trein tussen Berlijn en Praag en is genoemd naar de Tsjechische filosoof Jan Amos Komenský.

## EuroCity
De Comenius was een van de vier EuroCity's die op 23 mei 1993 door het Elbedal gingen rijden. De EC Hungaria en de EC Porta Bohemica startten aan de noordkant in Hamburg terwijl de EC Comenius en de EC Vindobona in Berlijn startten. Door de combinatie van deze EuroCity's was er vier keer per dag per richting een EuroCity tussen Praag en Berlijn beschikbaar voor de reizigers. De Comenius kreeg, als eerste uit Berlijn vertrekkende trein, het nummer EC 171 voor de rit naar het zuiden en EC 170 voor de rit naar het noorden. Op 27 mei 1995 volgde een verlenging van de route aan de zuidkant tot Boedapest, waarbij in Berlijn gestart werd vanaf Lichtenberg. Op 30 mei 1997 volgde een verlenging aan de noordkant tot Hamburg, hierbij werden de treinnummers met vier verhoogd, zodat de nu eerste uit Berlijn vertrekkende trein, EC Hungaria, met nummer EC 171 kon rijden. Op 27 mei 2000 reed de EC Comenius voor het laatst op de verbinding Hamburg - Boedapest.

### Polen
Op 10 december 2006 keerde de EC Comenius terug in de dienstregeling nu op de route Praag - Krakau. Na de EC Sobieski, de EC Praha en de EC Polonia was de EC Comenius de vierde EuroCity via de grensovergang Petrovice bij Bohumín. De bestaande EuroCity's hadden de nummers EC 102 t/m EC 107, de EC Comenius kreeg de opvolgende nummers EC 108 en EC 109.

### Rollend materieel
De trein was tot 27 mei 1995 samengesteld uit rijtuigen van de České Dráhy. Na de verlenging tot Boedapest was de trein tot 28 mei 2000 samengesteld uit rijtuigen van de Magyar Államvasutak. De treindienst tussen Praag en Krakau werd tot 9 december 2007 gereden met rijtuigen van de České dráhy en de PKP, daarna reden ook rijtuigen van de ÖBB mee in de trein.

### Route en dienstregeling
| EC 109 | land     | station                | km  | EC 108 |
| ------ | -------- | ---------------------- | --- | ------ |
| 14:07  | Tsjechië | Praha hlavní nádraží   | 0   | 13:54  |
|        | Tsjechië | Kolín                  | 62  |        |
|        | Tsjechië | Pardubice              | 104 |        |
|        | Tsjechië | Česká Třebová          | 164 |        |
|        | Tsjechië | Olomouc hlavní nádraží | 252 |        |
|        | Tsjechië | Hranice na Moravě      | 303 |        |
|        | Tsjechië | Ostrava-Svinov         | 353 |        |
|        | Tsjechië | Ostrava hlavní nádraží | 358 |        |
|        | Tsjechië | Bohumín                | 366 |        |
|        | Polen    | Zebrzydowice           | 386 |        |
|        | Polen    | Katowice               | 460 |        |
|        | Polen    | Czecowice Dz           |     |        |
|        | Polen    | Oswięcim               | 493 |        |
| 21:06  | Polen    | Krakow Glowny          | 558 | 07:10  |

### Ongeval
Op 8 augustus 2008 raakte de EC Comenius, op weg van Krakau naar Praag, betrokken bij een ernstig ongeval. Rond 10:45 uur stortte bij Studénka, tussen Ostrava-Svinov en Hranice na Morave, tijdens onderhoudswerkzaamheden een brug in. De brug van snelweg nummer 1 viel vlak voor het passeren van de trein op de spoorbaan, de trein reed op dat moment 130 km/u. Ondanks een noodstop van de machinist kon een botsing met de brokstukken niet meer voorkomen worden. De machinist overleefde in de machinekamer maar in de rijtuigen waren zes doden en vele gewonden te betreuren.